# Велика електронна лічильна машина
Велика електронна лічильна машина — сімейство електронних цифрових обчислювальних машин (відоме як БЭСМ від «рос. Большая электронная счётная машина») загального призначення, орієнтованих на вирішення складних завдань науки та техніки. Було розроблене під керівництвом академіка Сергія Олексійовича Лебедєва в Інституті точної механіки та обчислювальної техніки АН СРСР.
Сімейство було розпочате обчислювальною машиною БЭСМ, яка станом на 1956 рік, досягши на той час (після технічних удосконалень оперативної пам'яті) швидкодії у 8–10 тисяч оп./с визнавалася[ким?] найпотужнішою ЕОМ Європи. Машина була спроєктована і навіть змакетована з МЕОМ в Інституті електротехніки Академії наук України (лабораторія обчислювальної техніки у селищі Феофанія під Києвом, а потім розроблялася та монтувалася в Інституті точної механіки та обчислювальної техніки АН СРСР.
Лев Дашевський, Катерина Шкабара, Зіновий Рабинович та інші розробники МЕОМ продовжили роботи з розробці великої ЕОМ в Феофанії (передмісті Києва). У 1954 р. вже у складі лабораторії обчислювальної техніки математичного інституту АН УРСР під керівництвом Бориса Гнеденка, Льва Дашевського та Катерини Ющенко ці роботи отримали підтримку АН УРСР вже з назвою: розробка великої асинхронної ЕОМ «Київ» широкого призначення. Таким чином, спадкоємцем розпочатої в Києві ВЕЛМ є ЕОМ «Київ».
Збереглися свідчення[джерело?] про надзвичайно гостру міжвідомчу боротьбу навколо першої машини серії «БЭСМ», коли міністерство, «в надрах» якого розроблялася машина-конкурент — «Стріла», просто непостачанням важливого вузла для оперативної пам'яті на кілька років затримало досягнення машиною БЭСМ максимальної швидкодії («притримуючи» БЭСМ на рівні своєї машини).

## БЭСМ-1
Пам'ять — на магнітних барабанах, ртутних лініях затримки, потенціалоскопах, і (у пізніших варіантах) на феритових кільцях. Регістри процесора наявні регістр поточної команди та регістри та регістри лічилників команд — наступних команд місцевого та центрального керування:309.
Система команд::311-316
| Код2   | Код16 | Мнемоніка | Дія                                            | Коментар |
| ------ | ----- | --------- | ---------------------------------------------- | --- |
| 010010 | 12    | СК        | Складання команд                               | Унікальна команда, яка призначена для формування нових команд. Зокрема використовувалась задля модернізації адрес для звернення до елементів масивів. Відповідає команді «складання команд» процесора МЕОМ. |
| 011000 | 18    | ПМУК      | Перехід на «місцеве керування»                 | |
| 011010 | 19    | ПЦУК      | Перехід на «центральне керування»              | |
| 011010 | 1A    | ИМУК      | Зміна лічильника команд місцевого керування    | |
| 011011 | 1B    | ИЦУК      | Зміна лічильника команд центрального керування | |
| 000001 | 01    | +         | Додавання                                      | |
| 100001 | 21    | ,+        | Додавання з вимкненою нормалізацією            | |
| 000010 | 02    | -         | Віднімання                                     | |
| 100010 | 22    | ,-        | Віднімання з вимкненою нормалізацією           | |
| 000011 | 03    | ×         | Множення                                       | |
| 100011 | 23    | ,×        | Множення з вимкненою нормалізацією             | |
| 000100 | 04    | :         | Ділення                                        | |
|        |       |           | Інші команди                                   | Всього: 45 команд, включаючи, зокрема, команди звернення до зовнішніх пристроїв. |

## БЭСМ-2/3/4
В 1959–1966 створено 3 моделі цього сімейства: «БЭСМ-2», «БЭСМ-ЗМ» і «БЭСМ-4» (багато з яких використовувалися і в Україні).

## БЭСМ-6
1967 створена найбільш швидкодіюча обчислювальна машина сімейства — «БЭСМ-6» (швидкодія близько 1 мільйона операцій за секунду, тобто 1 MIPS), яка надзвичайно широко застосовувалась в науковій та господарській діяльності, зокрема впродовж значного періоду була основою для втілення інформаційних технологій в науково-дослідних та інженерно-конструкторських установах України. Виробництво машини розпочато 1968-го року, завершено у 1987-му. Всього зібрано 355 машин. Основна елементна база — транзистори П416.

## Послання
- Машина электронная вычислительная общего назначения БЭСМ-1 [Архівовано 20 липня 2013 у Wayback Machine.]
- А. П. Ершов (1958). Программирующая программа для быстродействующей электронной счетной машины (рос.). Издательство Академии наук СССР. Архів оригіналу за 24 червня 2019. Процитовано 25 червня 2019.